# Facel Vega HK 500

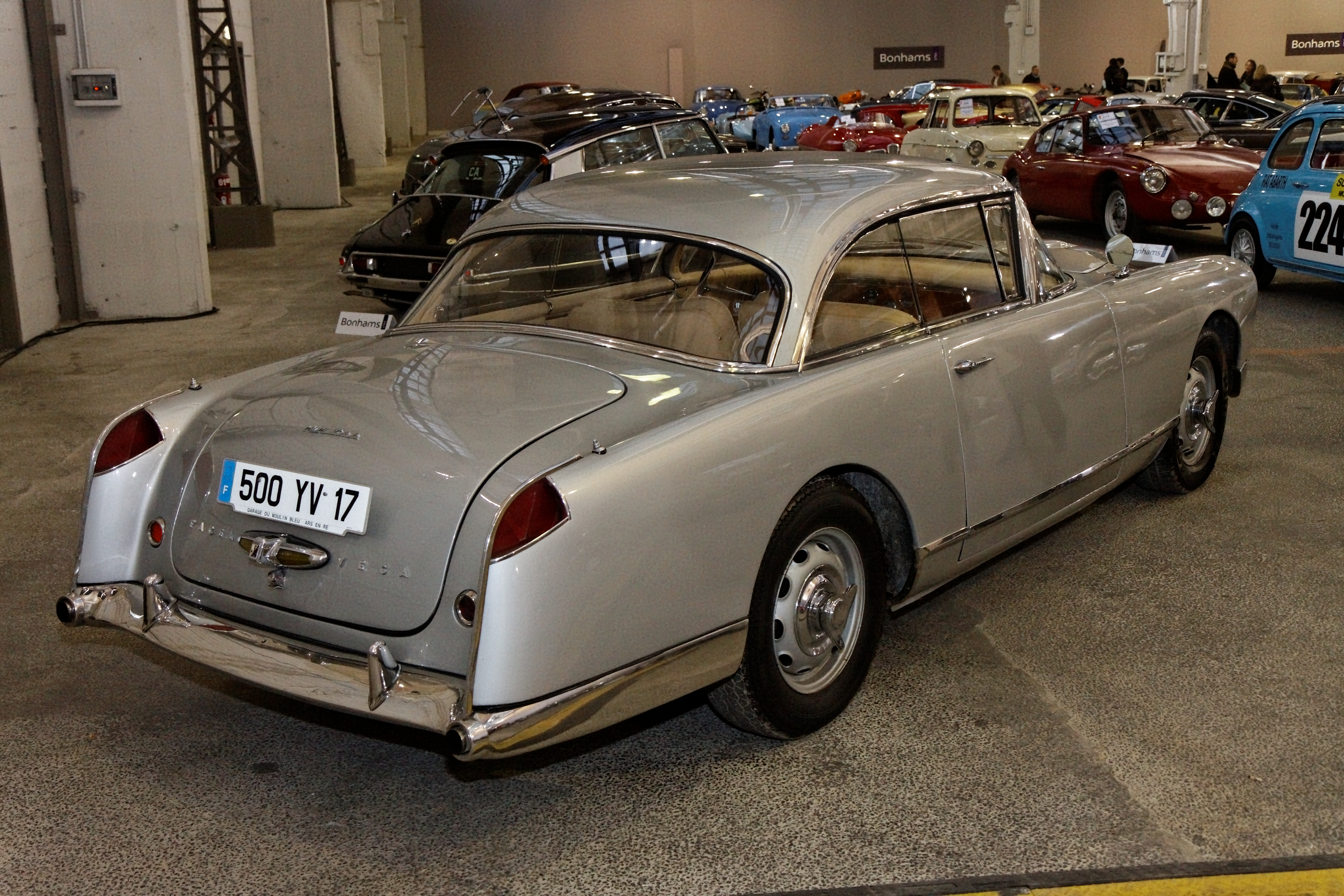
Facel Vega HK 500 (1961, Heckansicht)

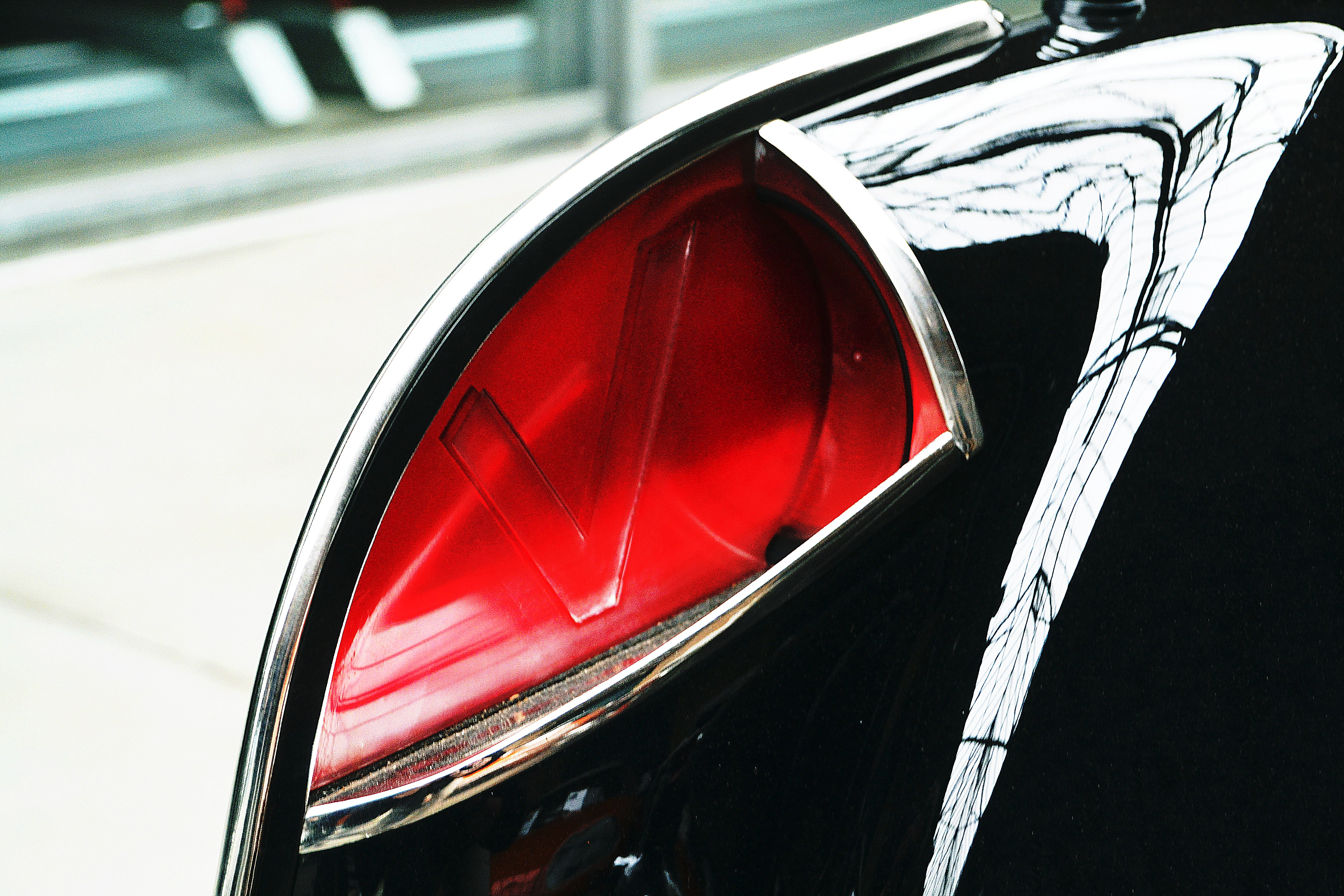
Verspielte Details: Rückleuchten des HK500

Der Facel Vega HK 500 (Typ HK, intern retrospektiv HK1) ist ein Gran Turismo, den der französische Automobilhersteller Facel S.A. von 1958 bis 1961 baute. Er war die letzte Entwicklungsstufe der seit 1954 angebotenen FV- und FVS-Coupés und -Cabriolets. Das Modell war ein wirtschaftlicher Erfolg für den Hersteller. Bis zur Einstellung der Baureihe im Mai 1961 entstanden 490 Exemplare.

## Geschichte
Von 1954 bis 1958 stellte Facel Vega unter den Bezeichnungen FV bis FV4 eine Reihe sportlicher Fahrzeuge her, die technisch und stilistisch miteinander verwandt waren. Es waren zweitürige Coupés und – seltener – Cabriolets mit Rohrrahmen aus Stahl und Stahlkarosserie, die von amerikanischen Achtzylindermotoren angetrieben wurden. Der Aufbau war vom Unternehmensgründer Jean Daninos und dessen Mitarbeiter Jacques Brasseur entworfen worden. Er war in allen fünf Baureihen weitgehend gleich und unterschied sich nur in Details an der Frontpartie und der Windschutzscheibe, die ab der Baureihe FV2 als Panoramascheibe ausgestaltet war.
Der HK 500 war die fünfte Entwicklungsstufe dieses Modells. Er folgte konzeptionell und stilistisch den bisherigen Versionen, hatte aber einen größeren und leistungsstärkeren Motor. Mit der Einführung des HK 500 gab Facel Vega die bisherige Bezeichnung FF (mit anschließender Ziffer) auf. Die neue Bezeichnung wies darauf hin, dass der Wagen, die Werksangaben zugrunde gelegt, über ein Leistungsgewicht von nur 5 kg pro PS verfüge (engl.: „Horse per Kilogramm“).

## Technische Einzelheiten
Im Oktober 1958 wurde der HK 500 auf dem Pariser Autosalon vorgestellt. Die Fertigung war allerdings schon im Mai desselben Jahres angelaufen.
Die wichtigste Neuerung gegenüber dem FV4 betraf den Motor: Ein V8 von Chrysler mit 5915 cm³ Hubraum. Seine Leistung wurde werksseitig mit 360 PS (265 kW) für die Version mit manuell geschaltetem Getriebe und mit 335 PS (246 kW) für die Automatikversion angegeben. Ob es darüber hinaus auch eine Version des HK 500 mit einem 6276 cm³ großen und zu 390 PS (287 kW) starken Chrysler-Motor gab, ist umstritten. Die Markenbiografie des Unternehmensgründers führt eine solche Version auf; andere Quellen bestreiten dies und weisen den 6,3-Liter-Motor ausschließlich dem Nachfolger Facel II zu.
Die Vorderräder waren einzeln an Doppelquerlenkern aufgehängt, dazu gab es eine Gemmer-Lenkung (Schnecke und Rolle), hinten ist eine Starrachse eingebaut, die von Blattfedern geführt und gefedert wird.
Anfänglich war der HK500 wie seine Vorgänger mit vier Trommelbremsen ausgerüstet, die zeitgenössischen Testberichten zufolge nur unzureichend verzögerten. Ab 1960 wurden die HK500 serienmäßig mit Scheibenbremsen an allen vier Rädern bestückt, mit 308 mm Durchmesser vorne und mit 295 mm Durchmesser hinten. Nach anderen Quellen waren sie ab 1960 zunächst auf Wunsch verfügbar und ab März 1961 beim HK1 serienmäßig.
Als Sonderausstattung gab es eine Servolenkung, getönte Scheiben, eine Klimaanlage und ein auf das Maß des Kofferraums zugeschnittenes Kofferset. Die Höchstgeschwindigkeit der Wagen wurde mit 210–230 km/h angegeben. Die elektrische Anlage wurde von 6 V auf 12 V umgestellt. Als erstes Modell der Marke war der HK 500 auch rechtsgelenkt bestellbar.
Die Sitze, die Innenseiten der Türen und der Dachhimmel waren mit Leder bezogen. Das Armaturenbrett bestand aus Metall, das im Stil von Holzfurnieren von Hand bemalt war.
Ein von dem Journalisten und Rennfahrer Paul Frère gesteuerter HK 500 wurde am 26. Oktober 1960 auf einem Autobahnabschnitt bei Antwerpen mit 237,154 km/h gemessen, was vom Royal Automobile Club de Belgique bestätigt wurde. Laut dem französischen Facel-Club war das von Frère getestete Auto allerdings „spécialement préparée“ (speziell vorbereitet).

## Fahrleistungen
- Beschleunigung 0–100 km/h: 8,6 Sek.
- Beschleunigung 0–130 km/h: 13,0 Sek.
- Beschleunigung 0–160 km/h: 19,4 Sek.
- fliegender Kilometer: 237,0 km/h
- Verbrauch auf 100 km: 16,5 Liter[7]

Das Fahrzeug konkurrierte damit mit Ferrari 250 GT, Mercedes-Benz 300 SL oder Aston Martin DB4.

## Einstufung im französischen Steuer- und Versicherungssystem
Der Wagen wurde mit hohen 37 CV eingestuft.

## Bekannte HK-500-Fahrer
Zu den HK-500-Fahrern gehören Stirling Moss, Maurice Trintignant, der Schah von Persien, Hassan II. von Marokko, Tony Curtis, Dean Martin, Ava Gardner, Pablo Picasso und Albert Camus.